# Кольский повет
Кольский повет (пол. Powiat kolski) — повет (район) в Польше, входит как административная единица в Великопольское воеводство. Центр повета — город Коло. Занимает площадь 1011,03 км². Население — 88 399 человек (на 31 декабря 2015 года).

## Административное деление
- города: Домбе, Клодава, Коло, Пшедеч
- городская гмина: Гмина Коло
- городско-сельские гмины: Гмина Домбе, Гмина Клодава, Гмина Пшедеч
- сельские гмины: Гмина Бабяк, Гмина Ходув, Гмина Гжегожев, Гмина Коло, Гмина Косцелец, Гмина Ольшувка, Гмина Осек-Малы

## Демография
Население повета дано на 31 декабря 2015 года.
| Перепись            | Всего | Мужчины | Женщины |
| ------------------- | ----- | ------- | ------- |
| Всего               | 88399 | 43361   | 45038   |
| Городское население | 33056 | 15688   | 17368   |
| Сельское население  | 55343 | 27673   | 27670   |

## Фотографии

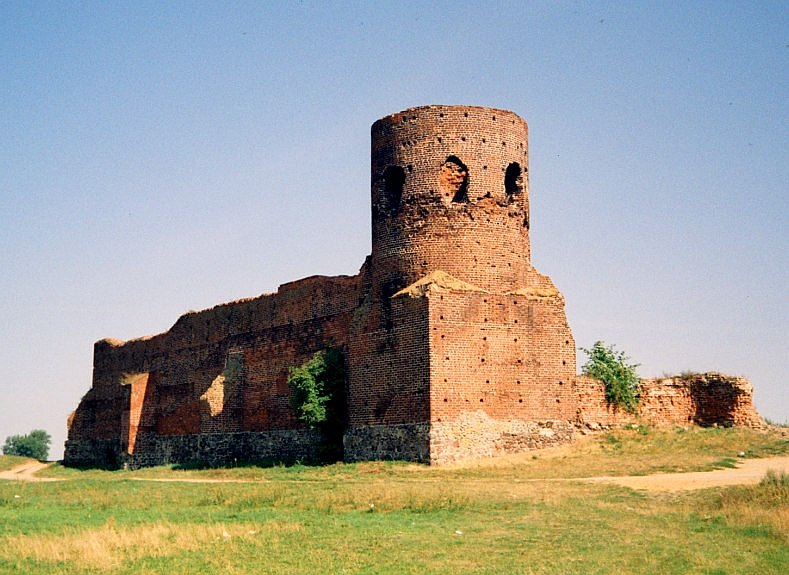
Коло — Руины замка
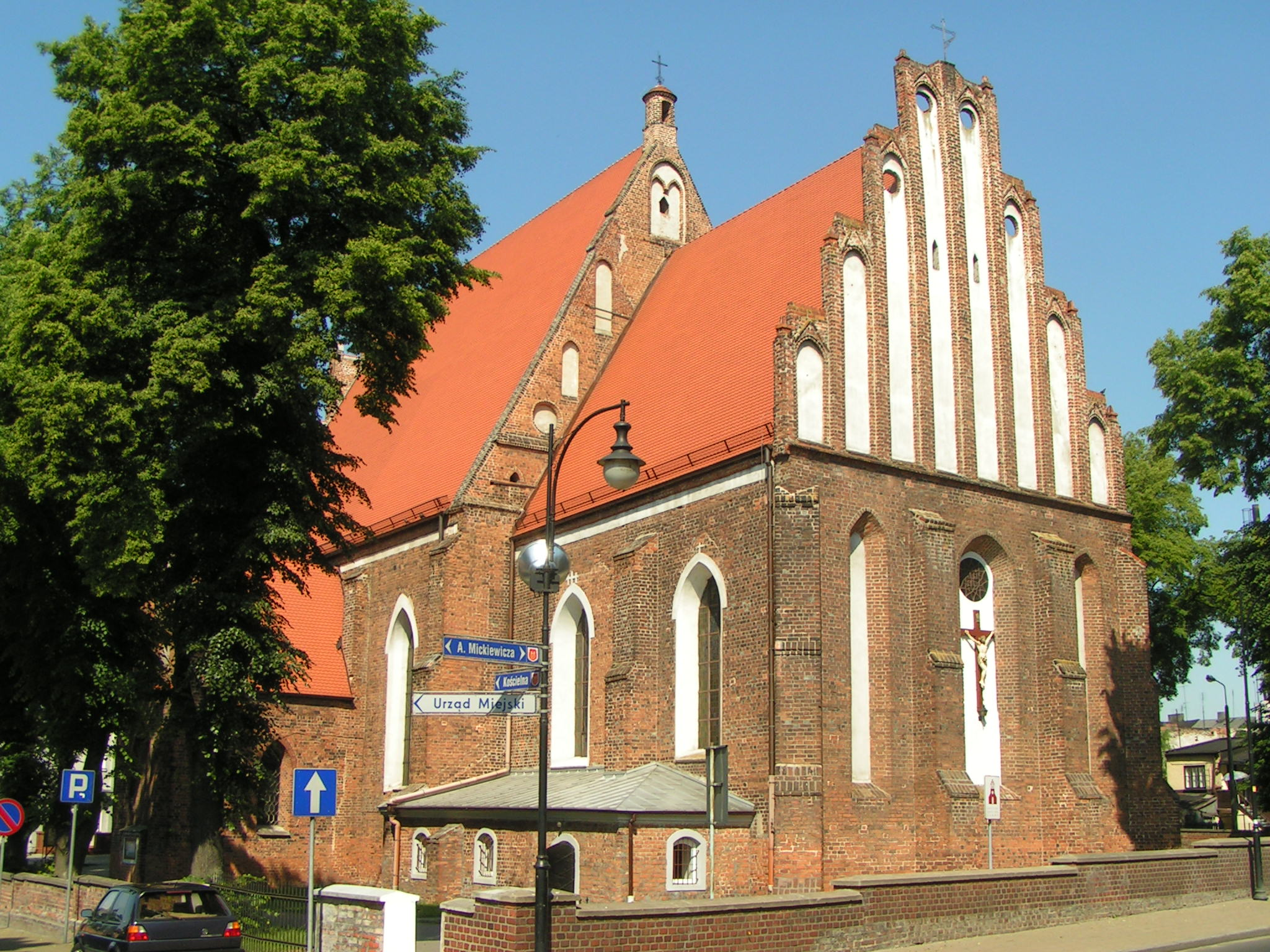
Коло — Костёл
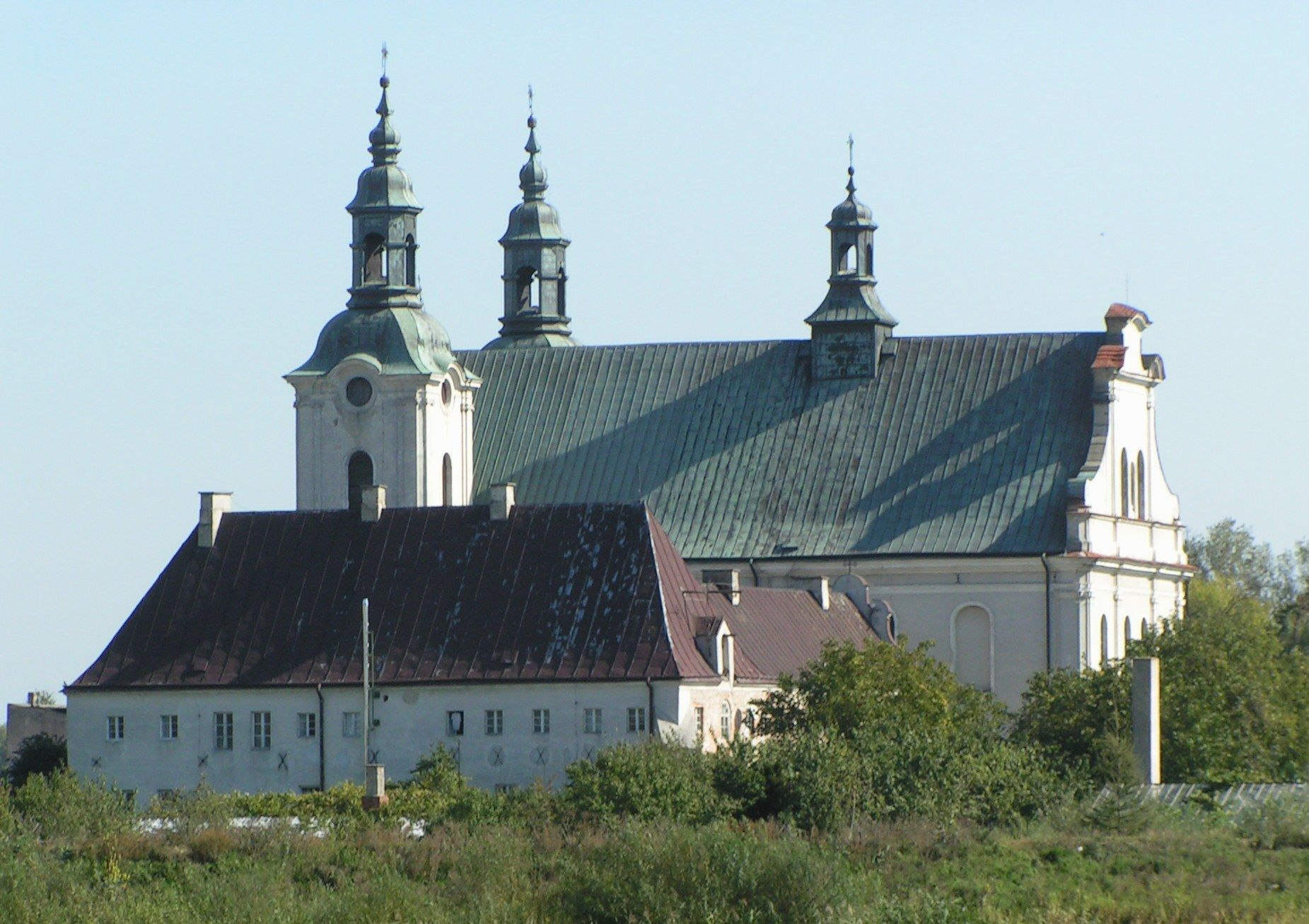
Коло — Костёл
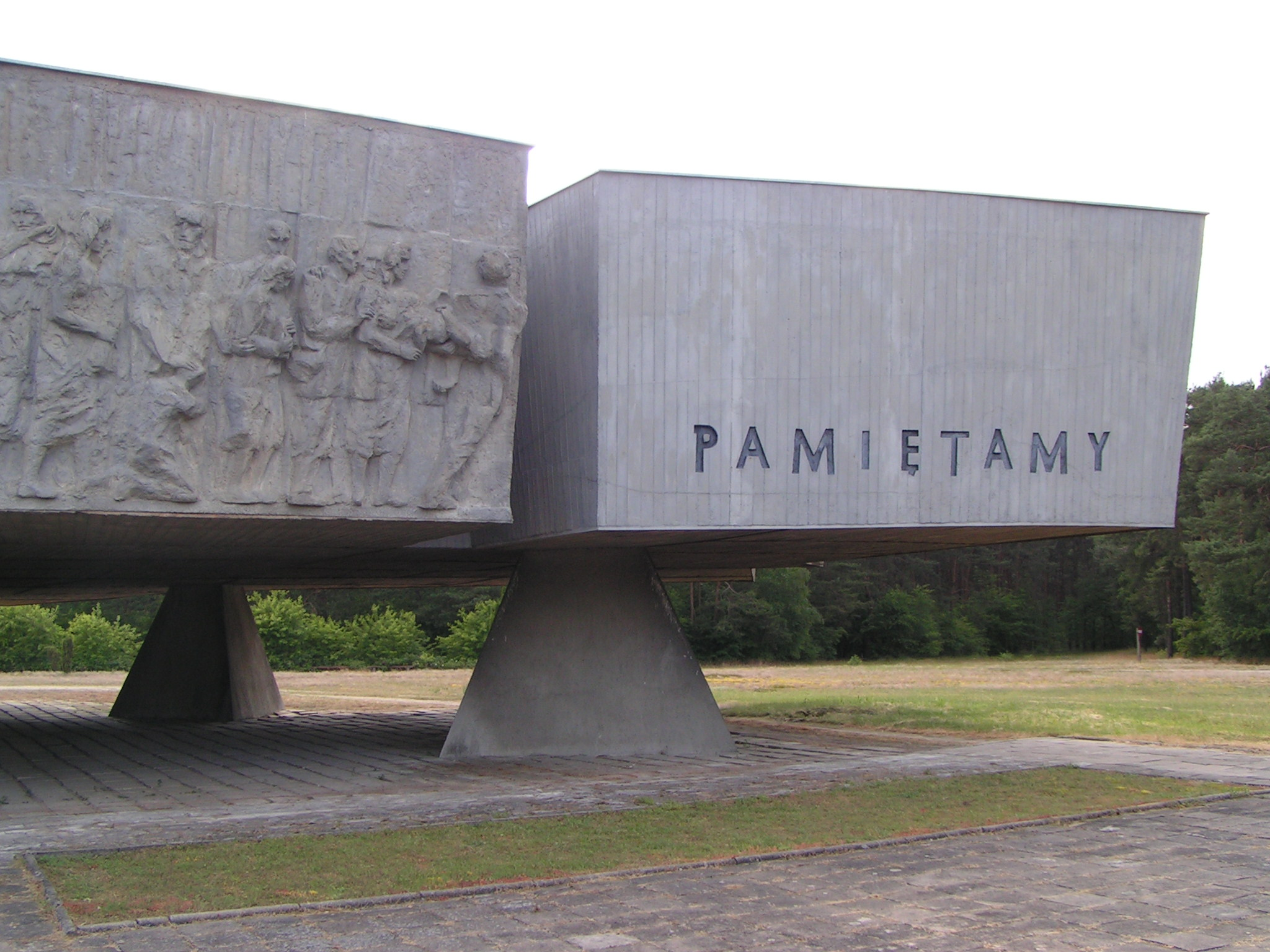
Хелмно — Памятник
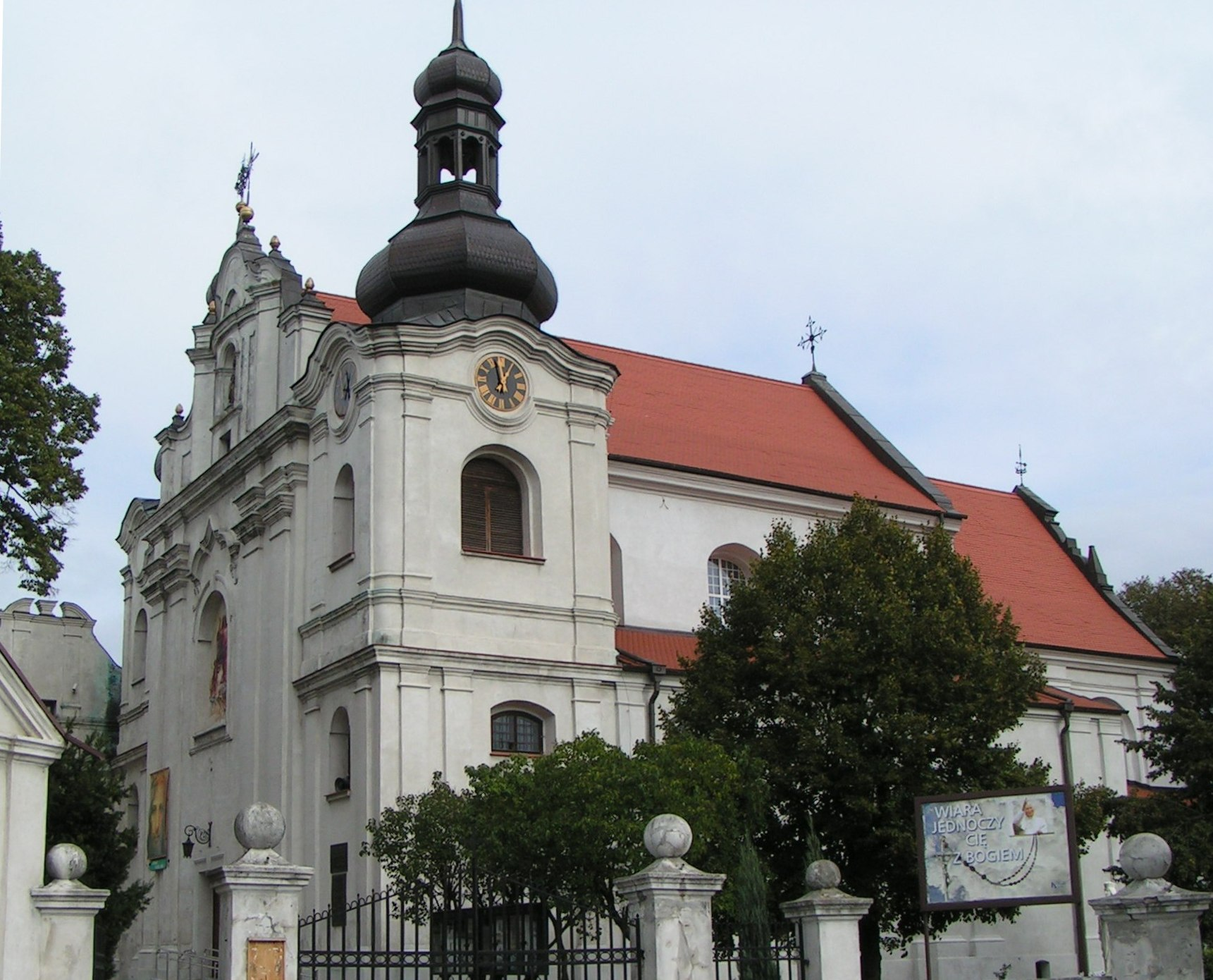
Клодава — Костёл
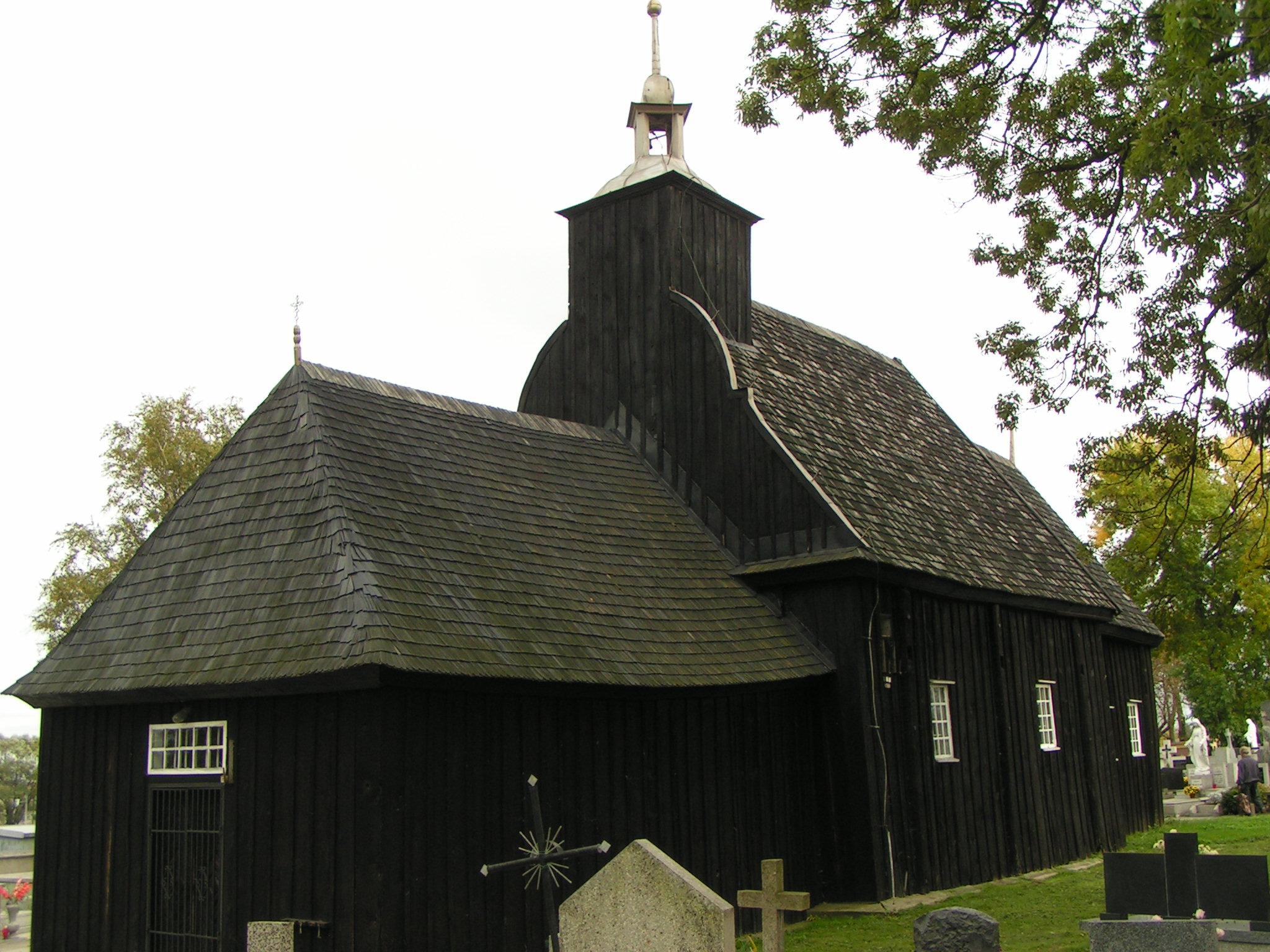
Клодава — Костёл
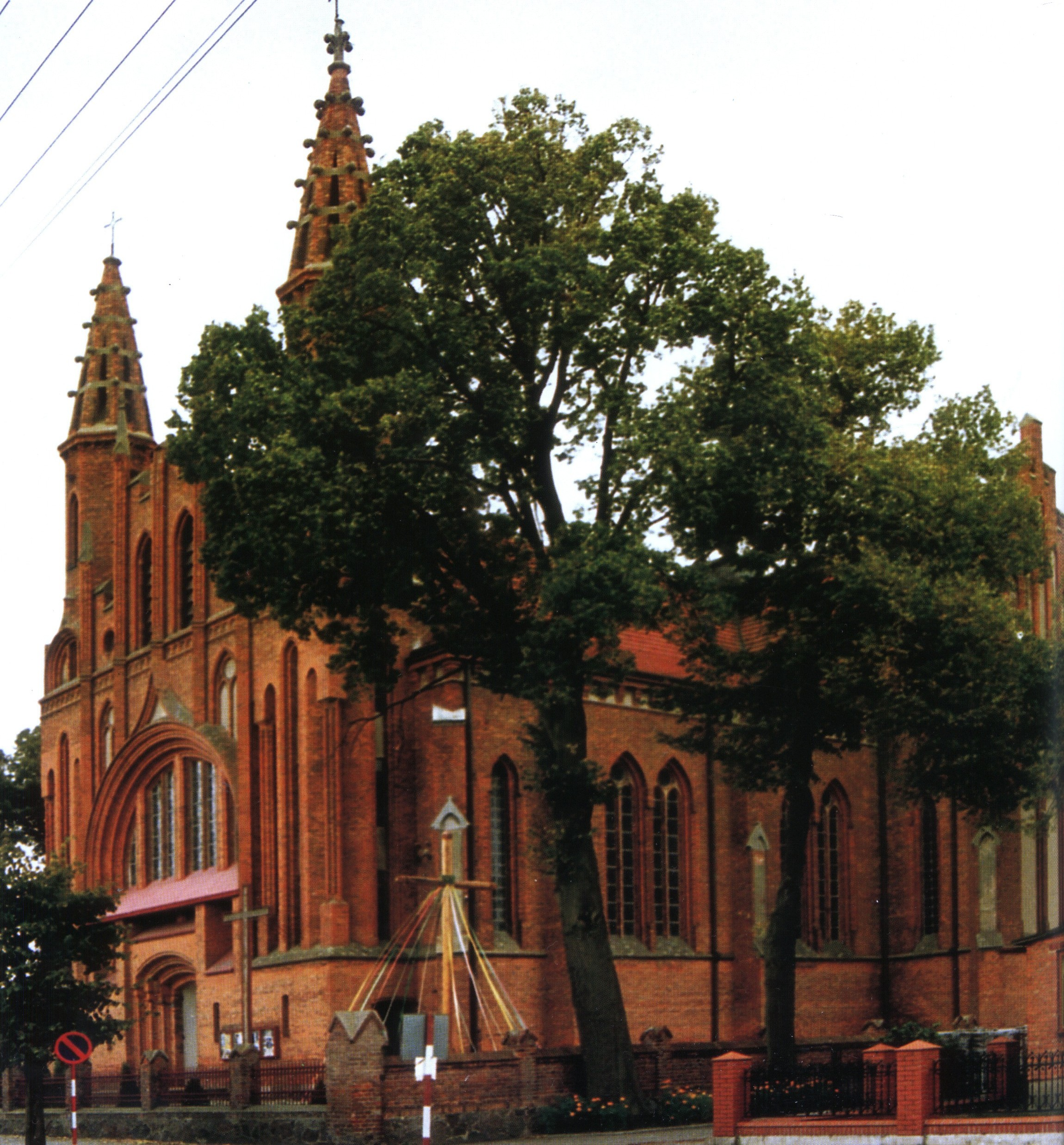
Пшедеч — Костёл
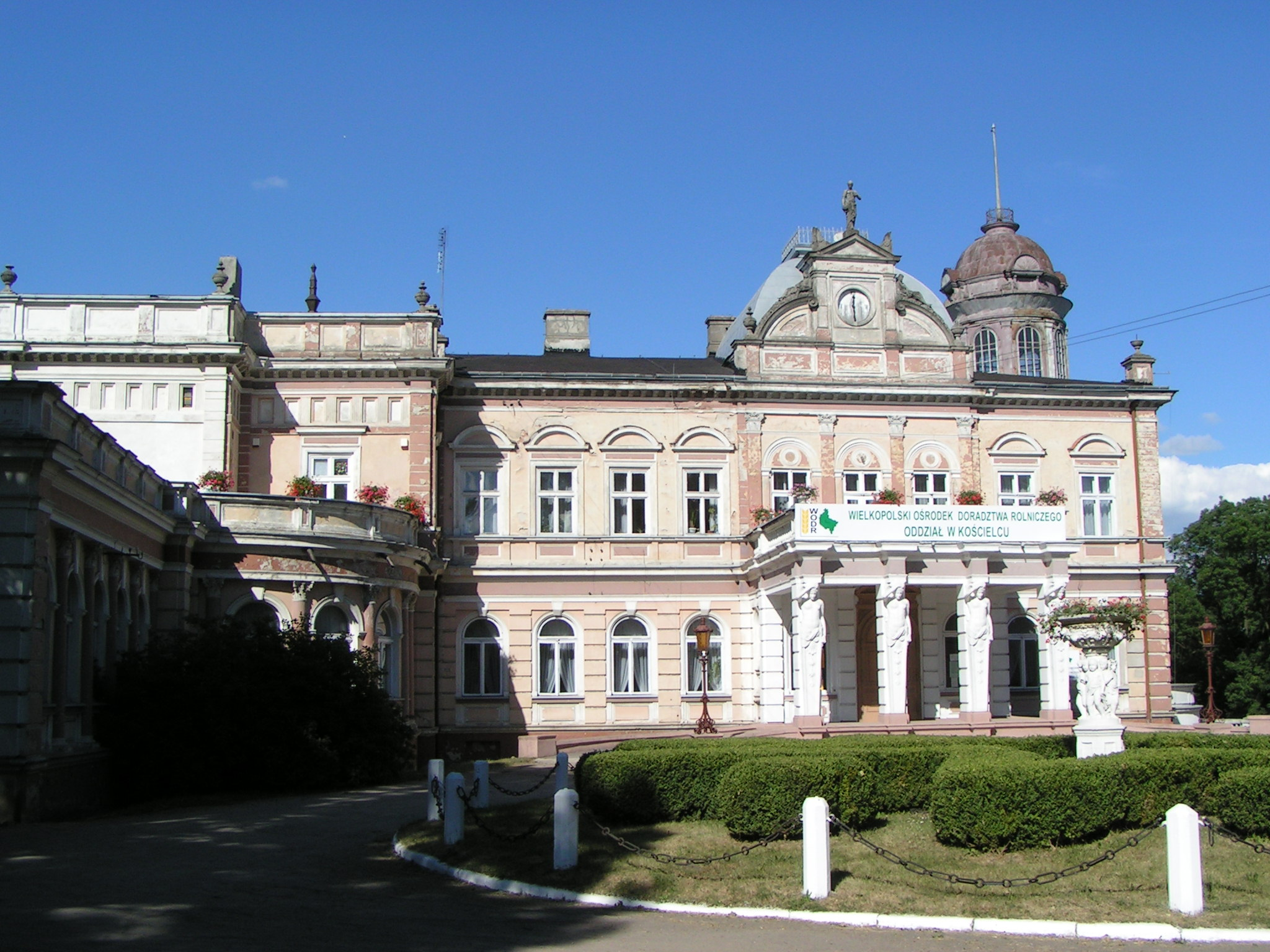
Косцелец — Дворец
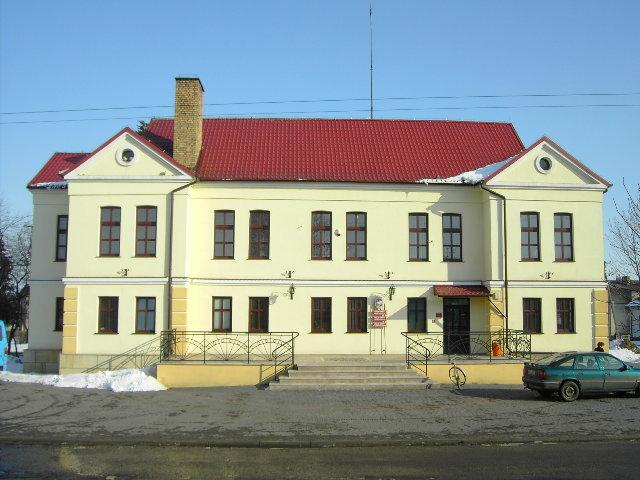
Гжегожев
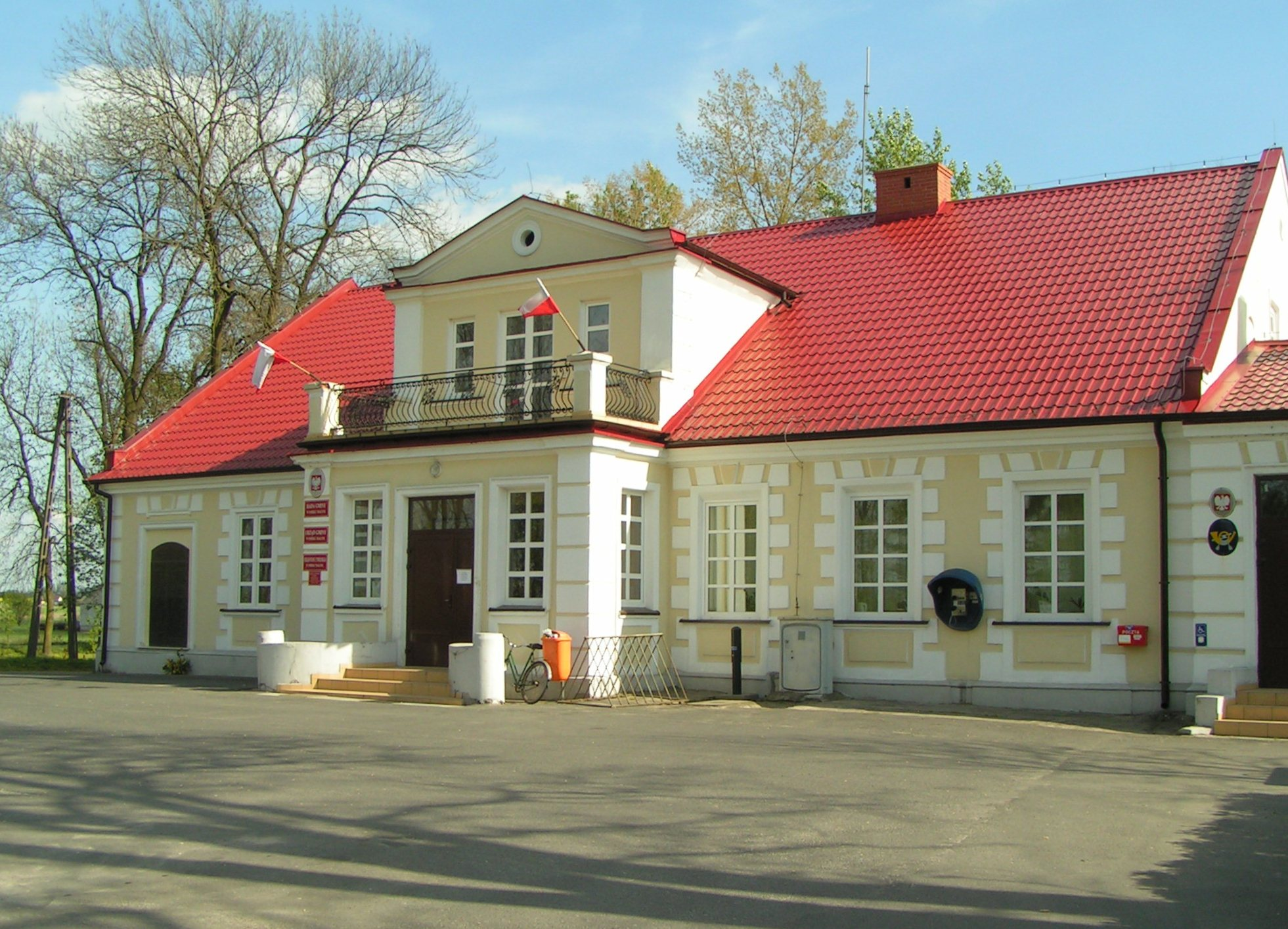
Осек-Малы
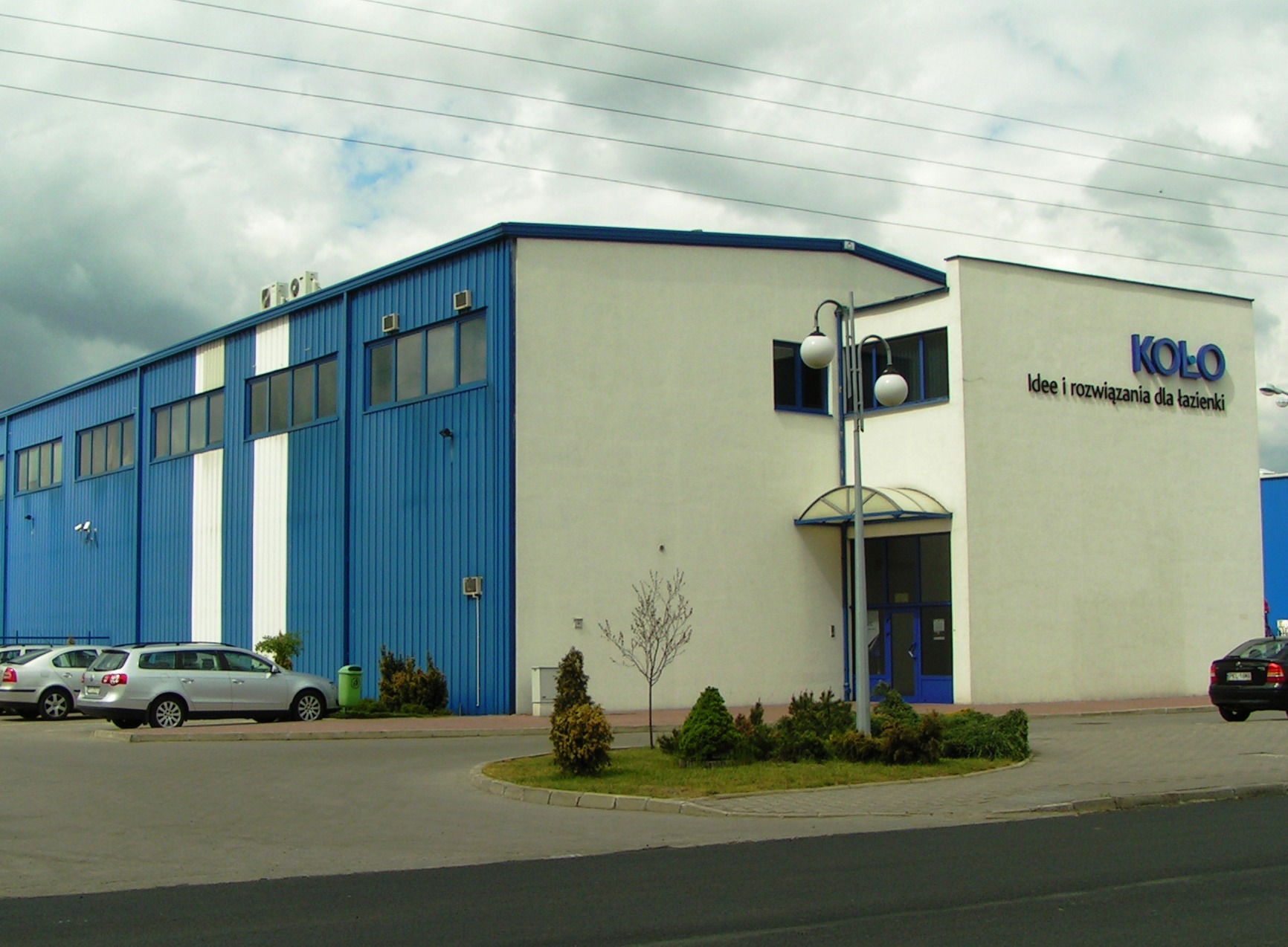
Коло
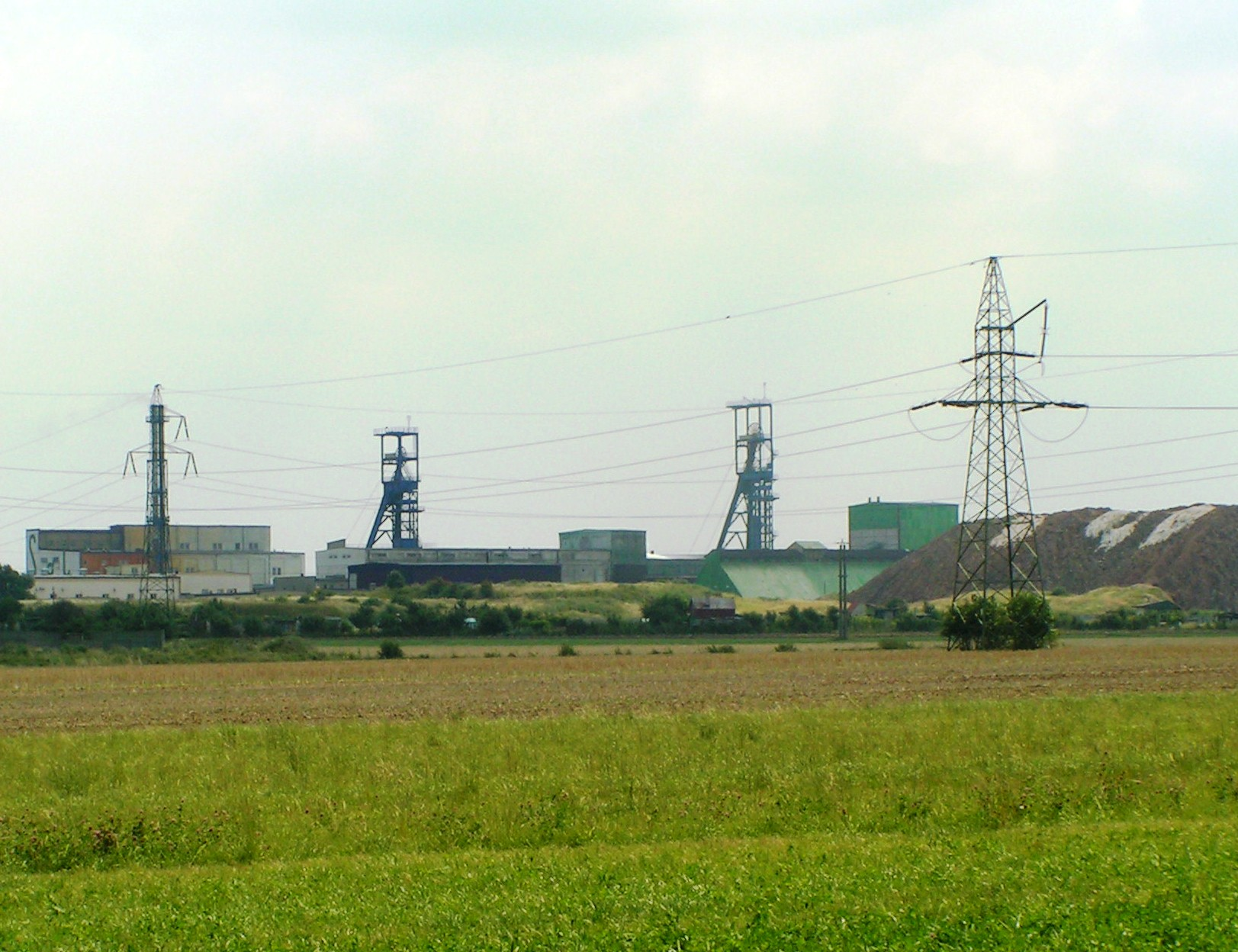
Клодава